# 米拉达·布拉日科娃
米拉达·布拉日科娃（捷克語：Milada Blažková，1958年5月30日—），捷克前女子曲棍球运动员。她曾代表捷克斯洛伐克国家队参加1980年夏季奥林匹克运动会曲棍球比赛，获得一枚银牌。